# Galženjak
Galženjak (chor. Hrast Galženjak, z niemieckiego: Galgen – szubienica) – zabytkowy dąb bezszypułkowy znajdujący się w Chorwacji, w pobliżu Stubičkich Toplic, na wzgórzu Kamenjak (góry Medvednica), na wysokości 247 m n.p.m. Z miejscowości prowadzi do niego ścieżka dydaktyczna Kamenjak.
Wysokość dębu to 17 m, obwód pnia – 3,83 m, a średnica – 122 cm. Drzewo zostało uznane za pomnik przyrody w 1965. Nazwa dębu pochodzi od wydarzeń historycznych, związanych z powstaniem chłopskim Matiji Gubca. Po przegranej przez kmieci bitwie pod Stubičkimi Toplicami, w dniu 9 lutego 1573, drzewo to miało służyć jako szubienica do masowego wieszania pojmanych buntowników. Na tym, jak i okolicznych drzewach, wieszano całe wioski, o czym wspomina współczesny wydarzeniom historyk Miklós Istvánffy. Bitwa ta zakończyła w zasadzie całe powstanie, po którym dopuszczono się krwawych masakr na ludności kraju. W 1963 umieszczono przy drzewie drewnianą tablicę pamiątkową. Potem uporządkowano miejsce i postawiono kolejne tablice informacyjne. W pobliżu znajduje się także Raspelo – miejsce, gdzie stoi kapliczka z krucyfiksem.